# Arsenal F.C.
Arsenal Football Club (wym. [ˈɑ:sənl] lub [ˈɑ:snəl]; przydomek The Gunners, Kanonierzy) – angielski klub piłkarski z siedzibą w północnym Londynie, w dzielnicy Holloway. Jest jedną z najbardziej utytułowanych angielskich drużyn, 13-krotnym mistrzem kraju, 14-krotnym zdobywcą Pucharu Anglii i najdłużej utrzymującym się w najwyższej klasie rozgrywkowej zespołem w Anglii – od 1919 roku.
Arsenal został założony w 1886 roku i był pierwszym klubem z południa Anglii, który dołączył do The Football League, w 1893 roku. W latach 30. XX w. klub pięć razy był mistrzem kraju i zdobył dwa Puchary Anglii. Po II wojnie światowej klub osiągał mniej sukcesów. W sezonie 1970/1971 Arsenal zdobył dublet. Od lat 90. sześciokrotnie wygrywał rozgrywki Pucharu Anglii, oraz czterokrotnie był mistrzem Anglii. W sezonie 2003/2004 Arsenal zdobył tytuł mistrza Anglii bez żadnej porażki i został drugą drużyną, która to uczyniła (a pierwszą, która nie przegrała w 38 meczach). Dwa lata później dotarł do finału Ligi Mistrzów, w którym przegrał z FC Barceloną.
Tradycyjnymi barwami klubu są czerwony i biały. Kolory te w historii klubu przyjmowały różne odcienie. Arsenal zmieniał także swój stadion; początkowo mieścił się on w Woolwich, w południowo-wschodnim Londynie, w 1913 roku drużyna przeniosła się na północ miasta, do Arsenal Stadium w Highbury. W 2006 roku klub przeprowadził się na Emirates Stadium położony w Holloway.
Klub posiada liczną i wierną grupę kibiców. Największym rywalem zespołu jest Tottenham Hotspur. Mecze Arsenalu z tym klubem określane są jako derby północnego Londynu. Arsenal jest jednym z najwartościowszych klubów w Anglii. Szacowana jego wartość w 2008 roku wynosiła ponad 600 milionów funtów. Dzięki swojej renomie regularnie pojawia się w brytyjskich mediach. Ponadto corocznie organizuje na swoim stadionie przedsezonowy towarzyski turniej Emirates Cup. Zespół kobiecy Arsenalu jest najbardziej utytułowaną żeńską drużyną piłkarską w kraju.

## Historia
Arsenal został założony jako Dial Square w 1886 roku przez pracowników zakładów zbrojeniowych Royal Arsenal. Później klub został przemianowany na Royal Arsenal. W 1891 roku ponownie zmienił nazwę, na Woolwich Arsenal i stał się profesjonalnym zespołem. Dwa lata później dołączył do the Football League i rozpoczął grę w Second Division. W 1904 roku awansował do First Division, ówczesnej najwyższej ligi piłkarskiej w Anglii. Z powodu swojego położenia geograficznego, na mecze Arsenalu chodziło mniej osób niż na inne spotkania. Spowodowało to kłopoty finansowe klubu. Arsenal został w tym samym czasie przejęty przez Henry’ego Norrisa. Chciał on przenieść siedzibę zespołu i w 1913 roku, krótko po spadku Arsenalu do Second Division, zespół przeprowadził się na nowy stadion – Arsenal Stadium w Highbury. Następnego roku z nazwy klubu usunięto „Woolwich” i od tego czasu klub nosi nazwę Arsenal. W 1919 roku zespół zajął piąte miejsce w lidze, mimo to w kontrowersyjnych okolicznościach awansował do First Division kosztem swojego lokalnego rywala, Tottenhamu Hotspur.

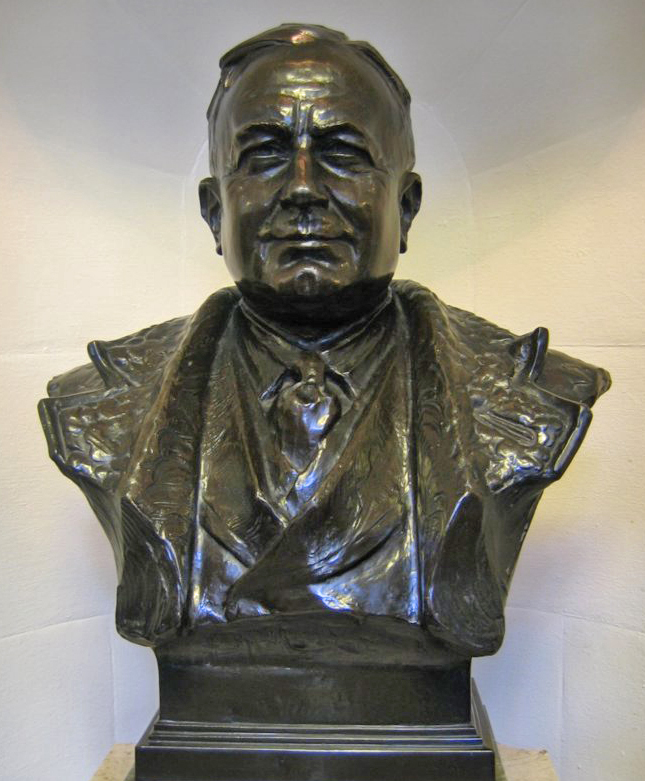
Osiągnięcia Herberta Chapmana zostały docenione poprzez wystawienie mu popiersia w marmurowym korytarzu na Arsenal Stadium

W 1925 roku Herbert Chapman został trenerem Arsenalu. Wcześniej dwukrotnie został mistrzem Anglii z Huddersfield Town (w sezonach 1923/1924 i 1924/1925). Poprowadził on klub do pierwszych znaczących sukcesów zmieniając taktykę Arsenalu. Sprowadził do klubu Alexa Jamesa i Cliffa Bastina. Arsenal w 1930 roku zdobył Puchar Anglii, zaś w sezonach 1930/1931 oraz 1932/1933 został mistrzem kraju. Poza tym dzięki inicjatywie Chapmana, lokalna stacja metra zmieniła swoją nazwę z „Gillespie Road” na „Arsenal”.
Chapman zmarł nagle na zapalenie płuc w 1934 roku i jego miejsce zajęli Joe Shaw i George Allison. Pod ich wodzą Arsenal jeszcze trzykrotnie został mistrzem kraju (w sezonach 1933/1934, 1934/1935 i 1937/1938). Zdobył również Puchar Anglii w 1936 roku. Następnie wielu podstawowych graczy zaczynało kończyć swoje kariery i klub nie osiągał już sukcesów. Gdy wybuchła II wojna światowa w 1939 roku, rozgrywki piłkarskie w Anglii zostały zawieszone.
Po zakończeniu wojny, następcą Allisona został Tom Whittaker. Arsenal w sezonach 1947/1948 i 1952/1953 ponownie został mistrzem Anglii, a w 1950 roku wygrał rozgrywki o puchar kraju. Po tych sukcesach forma zespołu spadła i klub w latach 50. i 60. nie osiągał już sukcesów. W 1962 roku zatrudniono byłego kapitana reprezentacji Anglii, Billy’ego Wrighta, jednak nie poprawił on sytuacji klubu.
W 1966 roku trenerem Arsenalu został były fizjoterapeuta klubu, Bertie Mee. Po dwóch niewygranych finałach Pucharu Ligi, zespół w sezonie 1969/1970 zdobył Puchar Miast Targowych, swoje pierwsze europejskie trofeum. Rok później Arsenal zdobył dublet – został mistrzem Anglii oraz zdobył Puchar Anglii. Później klub nie osiągał już sukcesów, mimo że był ich bardzo blisko. W sezonie 1972/1973 został wicemistrzem Anglii, a w 1972, 1978 i 1980 roku doszedł do finału Pucharu Anglii, którego nie zdołał wygrać. W sezonie 1979/1980 grał również w finale Pucharu Zdobywców Pucharów, który przegrał po serii rzutów karnych. Jedynym osiągnięciem w tym czasie było zdobycie pucharu kraju w 1979 roku po zwycięstwie w końcówce meczu z Manchesterem United.

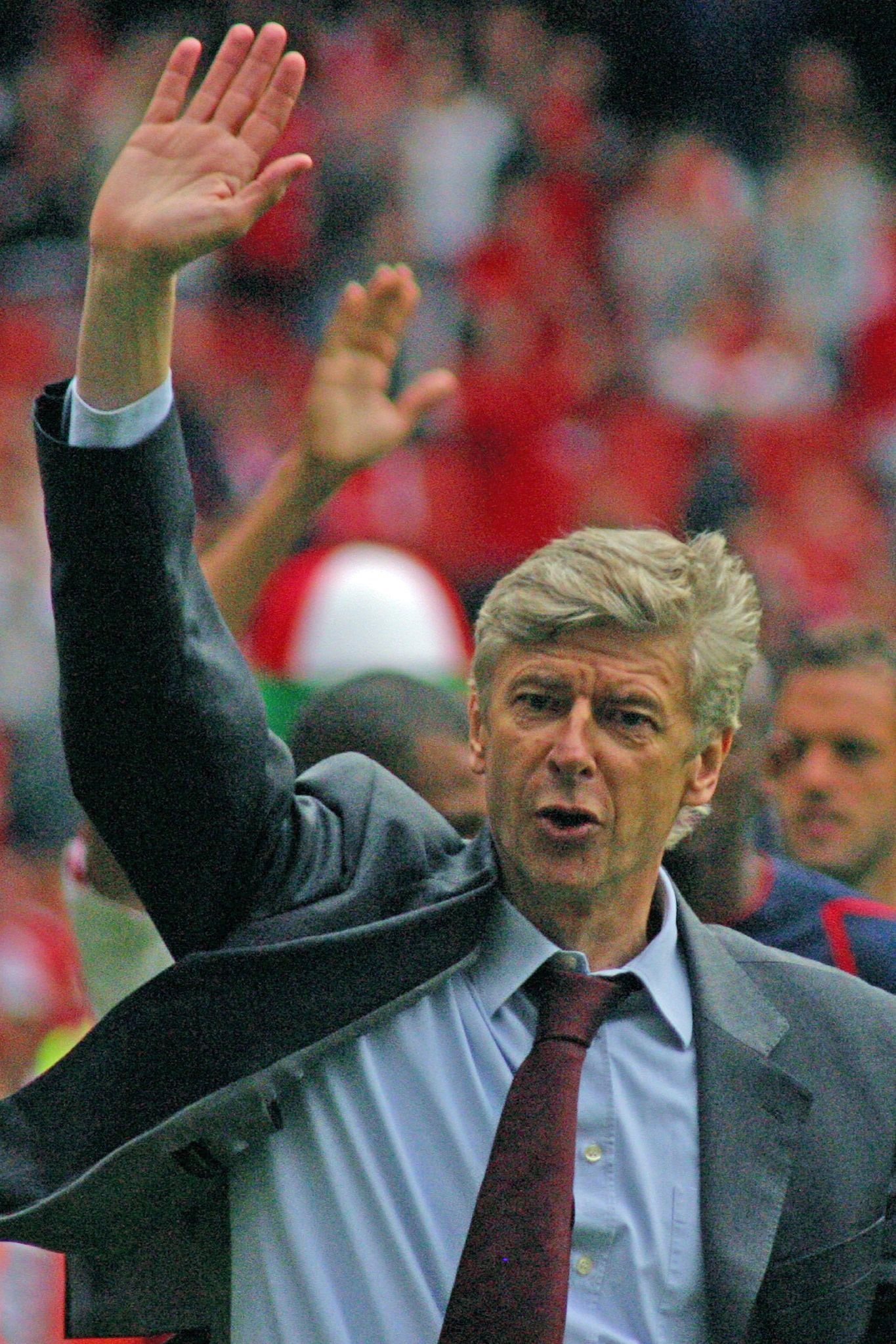
Trener Arsenalu w latach 1996–2018, Arsène Wenger

W 1986 roku nowym trenerem klubu został George Graham, były piłkarz Arsenalu. W pierwszym sezonie pod jego wodzą zespół zdobył Puchar Ligi. W 1989 roku został także mistrzem Anglii po zwycięstwie w ostatniej kolejce nad Liverpoolem. W roku 1991 ponownie wygrał rozgrywki ligowe, zaś dwa lata później zdobył Puchar Anglii i Puchar Ligi w jednym sezonie. W 1994 roku wygrał także rozgrywki o Puchar Zdobywców Pucharów. Reputacja Grahama znacznie zmalała jak wyszło na jaw, że otrzymywał łapówki od Rune’a Hauge’a za podpisywanie kontraktów z niektórymi graczami. Z tego powodu w 1995 roku został zwolniony. Jego następca, Bruce Rioch, pracował w klubie jeden sezon i odszedł z powodu sporu z zarządem.

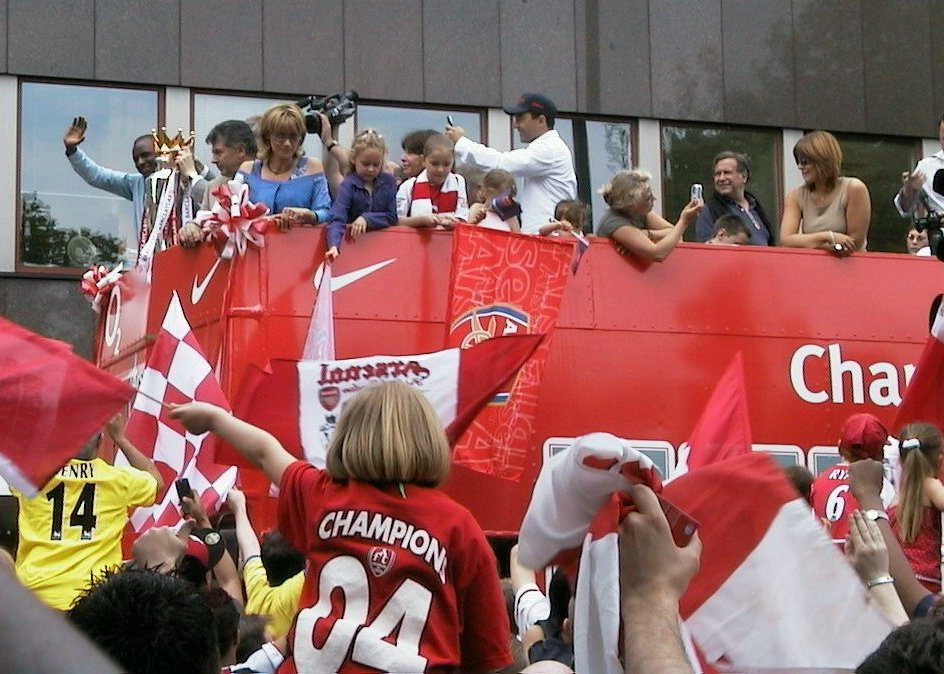
Piłkarze Arsenalu i kibice świętują zdobycie mistrzostwa Anglii w 2004 roku

W 1996 roku szkoleniowcem zespołu został Francuz, Arsène Wenger. Wenger zmodernizował taktykę klubu oraz metody treningowe. Sprowadził do drużyny także kilku zagranicznych zawodników m.in. Nicolasa Anelkę. W sezonie 1997/1998 Arsenal zakupił Marca Overmarsa, Gilles’a Grimandiego i Emmanuela Petita. Nowi zawodnicy pomogli klubowi zdobyć dublet – Arsenal został mistrzem Anglii oraz zdobył puchar kraju. Osiągnięcie to powtórzył w roku 2002. Poza tym klub doszedł do finału Pucharu UEFA w sezonie 1999/2000. Przegrał w nim po serii rzutów karnych z Galatasaray SK. W 2003 i 2005 roku Arsenal zdobył Puchar Anglii, a w sezonie 2003/2004 wygrał rozgrywki Premier League bez ani jednej porażki. Dzięki temu osiągnięciu zespół uzyskał przydomek „The Invincibles”. Łącznie był niepokonany przez 49 spotkań, co jest rekordem w całej historii piłki angielskiej.
Arsenal ośmiokrotnie kończył rozgrywki ligowe na pierwszym lub drugim miejscu pod wodzą Wengera, jednak nie zdołał ani razu obronić tytułu mistrza Anglii. Tylko siedem klubów wygrało Premier League od czasu jej założenia w 1992 roku. Poza Arsenalem, są to: Manchester United, Blackburn Rovers, Chelsea, Leicester City, Manchester City oraz Liverpool. Do sezonu 2005/2006 Arsenal ani razu nie przeszedł ćwierćfinału Ligi Mistrzów; w tym sezonie stał się pierwszym londyńskim zespołem, który dotarł do finału tych rozgrywek. Arsenal został w nim pokonany przez FC Barcelona 2:1. Sezon 2005/06 był pierwszym od czterech lat, w którym „Kanonierzy” nie wygrali żadnego trofeum, jednak siódmym z kolei, w którym zawodnicy Arsène Wengera wystąpili w finale oficjalnych rozgrywek. Był on również początkiem końca ery ‘Invincibles’ oraz zapowiedzią wielkiej rewolucji w zespole i przebudowy składu. W lipcu 2006 roku klub po 93 latach gry na Highbury przeniósł się na Emirates Stadium.
W 2007 i 2011 roku Arsenal dotarł do finału Pucharu Ligi, jednak za pierwszym razem przegrał 1:2 z Chelsea, zaś za drugim w takim samym stosunku z Birmingham City. Klub nie zdobył żadnego trofeum od czasu wygranej w Pucharze Anglii w 2005 roku i przerwał tę serię dopiero 17 maja 2014 roku. Wtedy to Arsenal w finale Pucharu Anglii pokonał Hull City 3:2, mimo że w pewnym momencie przegrywał już 0:2. To z kolei dało Arsenalowi awans do spotkania o Tarczę Wspólnoty, w którym miał zmierzyć się z Manchesterem City. Mecz zakończył się wygraną 3:0, co dało klubowi drugie trofeum w przeciągu trzech miesięcy. Dziewięć miesięcy po tym triumfie Arsenal drugi rok z rzędu osiągnął finał krajowego pucharu, w którym tym razem mierzył się z Aston Villą. „Kanonierzy” zwyciężyli 4:0 i z dorobkiem 12. tytułów stali się najbardziej utytułowaną drużyną w historii Pucharu Anglii. 2 sierpnia 2015 roku na stadionie Wembley Arsenal w ramach meczu o Tarczę Wspólnoty podjął Chelsea i zwyciężył 1:0, zdobywając 14. krajowy superpuchar w swojej historii.
20 kwietnia 2018 roku oficjalnie ogłoszono, że wraz z zakończeniem sezonu 2017/18 Wenger po 22 latach opuści stanowisko menadżera Arsenalu.
23 maja 2018 drużynę przejął Hiszpan baskijskiego pochodzenia Unai Emery. W swoim pierwszym sezonie zajął 5. miejsce w lidze, a Arsenal dotarł do finału Ligi Europy, gdzie uległ Chelsea. Hiszpan został w kolejnym sezonie zwolniony po serii 7 meczów bez wygranej z rzędu, najgorszej od 27 lat. Drużynę przejął tymczasowo Fredrik Ljungberg.
20 grudnia 2019 nowym trenerem został były kapitan Arsenalu Mikel Arteta, będący dotychczas asystentem w Manchesterze City.

## Herb

Pierwszy herb Royal Arsenal z 1888 roku

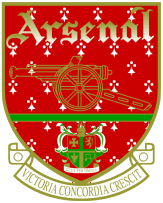
Herb Arsenalu używany od 1949 do 2002 roku

Na pierwszym herbie klubu, używanym od 1888 do 1913 roku widniały trzy armaty (mylone także z kominami), skierowane ku górze. Nawiązywały do militarnego obszaru, w którym siedzibę miał klub. U podstawy armat widniały także wyrzeźbione herby lwów. Herb ten był podobny do używanego przez hrabstwo Woolwich. Następnie klub przez 9 lat nie miał herbu. Jednak w 1922 roku herb został przywrócony; widniała na nim już jedna armata skierowana na wschód oraz przydomek zespołu The Gunners. W sezonie 1925/1926 została odwrócona na zachód, zmniejszono też jej lufę. Klub w 1949 roku zmienił ponownie swój herb; w górnej części dodano napis „Arsenal” w piśmie gotyckim oraz herb hrabstwa Islington, zaś na dole łacińskie motto klubu Victoria Concordia Crescit („harmonia rodzi zwycięstwo”). Wersja ta została zaprojektowana przez redaktora programów meczowych Harry’ego Homera. Z biegiem czasu zmieniały się kolory herbu, widniała na nim barwa czerwona, złota oraz zielona.
Z powodu wielu poprawek Arsenal nie mógł ochronić swojego herbu prawami autorskimi. Mimo to zarejestrował go jako znak towarowy oraz wygrał proces sądowy z lokalnym sprzedawcą. Herb próbowano jeszcze bardziej zabezpieczyć. Z tego powodu w 2002 roku powstała jego nowa wersja, która jest chroniona prawami autorskimi. Jest ona używana do dziś. Na obecnym herbie Arsenalu znajduje się armata skierowana na wschód, na górze widnieje napis „Arsenal” w czcionce bezszeryfowej. Cały herb ma kształt czerwonej tarczy z niebieskimi paskami po bokach i lekko zaokrąglonymi liniami. Początkowo spotkał się on z krytyczną opinią niektórych kibiców; Arsenal Independent Supporters’ Association (Niezależne Stowarzyszenie Kibiców Arsenalu) sądziło, że klub zignorował dużą część historii i tradycji Arsenalu, oraz że nie konsultowano się z kibicami w sprawie nowej wersji.

## Stroje
Od początku istnienia klubu zawodnicy Arsenalu nosili czerwone koszulki oraz białe spodenki i getry. W północnym Londynie pojawiły się one wraz z dwoma byłymi zawodnikami Nottingham Forest – Fredem Beardsleyem i Morrisem Batesem. W czasie gdy powstawał pierwszy klub w Woolwich zawodnicy ci nie mogli znaleźć strojów, więc napisali do swojej byłej drużyny. W odpowiedzi otrzymali zestaw strojów i piłkę. Koszulka była ciemnoczerwona, spodenki i getry zaś niebieskie.

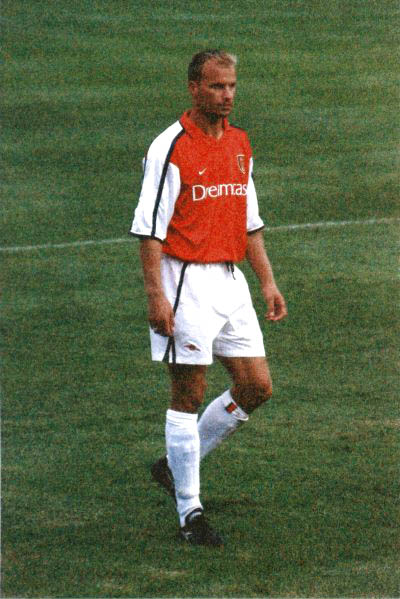
Dennis Bergkamp ubrany w tradycyjną koszulkę Arsenalu

W 1933 roku Herbert Chapman dodał do strojów białe rękawy oraz zmienił odcień czerwieni na jaśniejszy. Pochodzenie białych rękawów nie jest do końca znane. Jedna z teorii mówi, że Chapman zauważył na trybunach w czasie meczu kibica noszącego czerwony sweter bez rękawów na białej koszulce, inna zaś, że inspiracją był widok Toma Webstara, który grał z Chapmanem w golfa. Arsenal taką koszulkę i spodenki nosił już zawsze, z wyjątkiem dwóch sezonów. Pierwszym był 1966/1967, w którym to klub nosił całą koszulkę czerwoną, białe rękawy powróciły już w następnym sezonie. Drugim wyjątkiem był sezon 2005/2006, ostatni na Highbury. Arsenal nosił wówczas taki strój jak w 1913 roku, kiedy to rozpoczynał grę na tym obiekcie.
Stroje Arsenalu były inspiracją przynajmniej dla trzech innych zespołów. W 1909 roku Sparta Praga grała w ciemnoczerwonych koszulkach, podobnych do noszonych w tamtym czasie przez Arsenal. W 1938 roku także Hibernian wzorował się na londyńskim klubie (białe rękawy na zielono-białej koszulce). Z kolei w latach 40. prezydent SC Braga – José Antunes Guimarães, zmienił strój swojej drużyny na duplikat zestawu londyńskiego klubu: czerwona koszulka i białe rękawy oraz białe spodenki. Dzięki temu klub ten doczekał się przydomku Os Arsenalistas. Takich strojów drużyny te używają obecnie.
Przez wiele lat wyjazdowe stroje Arsenalu były biało-czarne. Od sezonu 1969/1970 zawodnicy na meczach wyjazdowych nosili żółte koszulki i niebieskie spodenki. W sezonie 1982/1983 odstąpili od tego i grali w zielono-granatowych strojach. Od początku lat 90. Arsenal regularnie co sezon zmienia stroje wyjazdowe. W tym czasie piłkarze nosili między innymi kilka odcieni niebieskiego i różne wersje tradycyjnych żółto-niebieskich strojów (między innymi w sezonie 2001/2002 koszulki Arsenalu były barwy złotej, a w latach 2005–2007 zespół nosił żółto-szare stroje).
Stroje Arsenalu produkowało wiele firm; od lat 30. do początku lat 70. robiła to Bukta, następnie Umbro (lata 70.–1986), Adidas (1986–1994) i Nike (1994–2014), Puma (2014–2019), zaś od sezonu 2019/20 producentem strojów ponownie jest Adidas. Od lat 80. na strojach Arsenalu pojawia się także logo sponsora. W latach 1982–1999 było to JVC, następnie Sega (1999–2002), O2 (2002–2006), a od 2006 roku jest to linia lotnicza Emirates.

## Stadiony

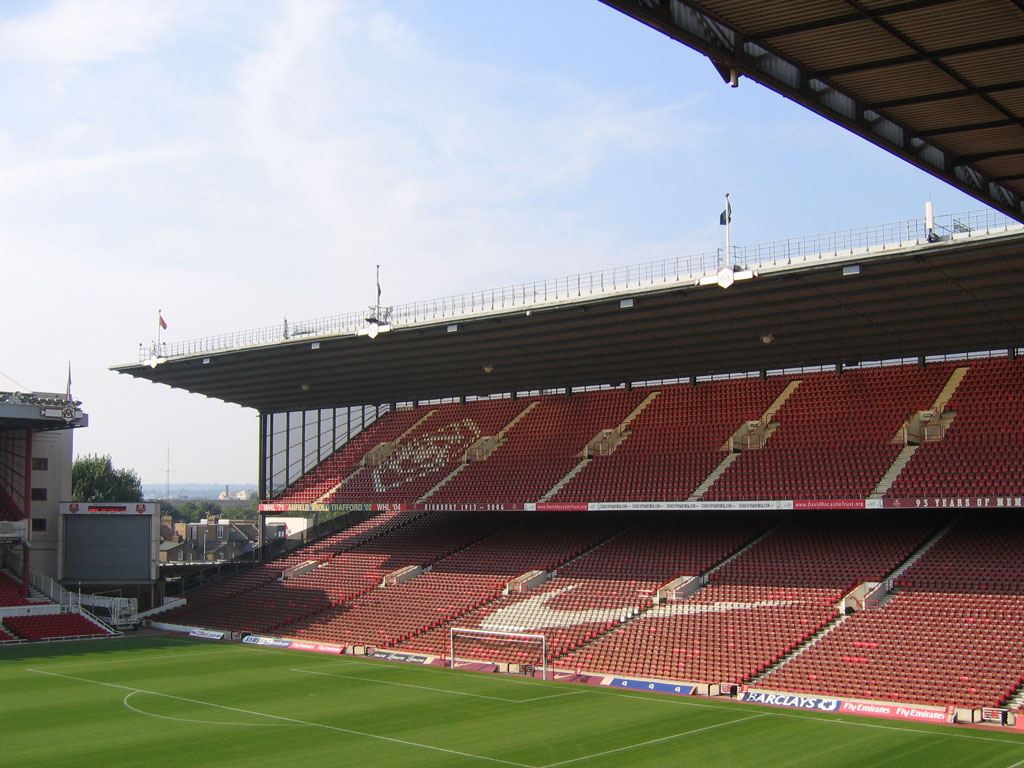
Północna trybuna stadionu Highbury

Przez długi okres pobytu Arsenalu w południowo-wschodnim Londynie, stadionem klubu był Manor Ground w Plumstead. W latach 1890–1893 zespół grał na Invicta Ground. Manor Ground początkowo był boiskiem, jednak później klub wybudował trybuny z okazji pierwszego meczu klubu w Football League we wrześniu 1893 roku. Domowe spotkania Arsenal rozgrywał tam przez następne dwadzieścia lat (z wyjątkiem sezonu 1894/1895), zaś później przeniósł się do północnego Londynu.
Arsenal Stadium, często określany jako Highbury, był obiektem klubu od 1913 roku do maja 2006 roku. Został zaprojektowany przez Archibalda Leitcha. Miał wygląd podobny do wielu piłkarskich stadionów w Wielkiej Brytanii na początku XX wieku. Posiadał jedną zadaszoną trybunę oraz trzy trybuny z miejscami stojącymi. W latach 30. odbył się remont stadionu, wybudowano dwie nowe trybuny w stylu art déco, zachodnią oraz wschodnią. Otwarto je kolejno w 1932 i 1936 roku; poza tym dodano dach nad północną trybunę, który później został zbombardowany w czasie II wojny światowej i do 1954 roku nie odbudowano go.
Highbury mogło pomieścić maksymalnie 60 tysięcy widzów, zaś jego pojemność do początku lat 90. wynosiła 57 tysięcy. Raport Taylora oraz regulacje wprowadzone w Premier League zmusiły klub do porzucenia miejsc stojących i od sezonu 1993/1994 na obiekcie mogło zasiąść 38 419 kibiców. Pojemność ta musiała zostać zmniejszona na mecze Ligi Mistrzów aby wygospodarować dodatkowe powierzchnie reklamowe do tego stopnia, że przez dwa sezony (1998/1999 i 1999/2000) klub rozgrywał swoje spotkania w ramach tych rozgrywek na mogącym pomieścić 70 tysięcy fanów Wembley.

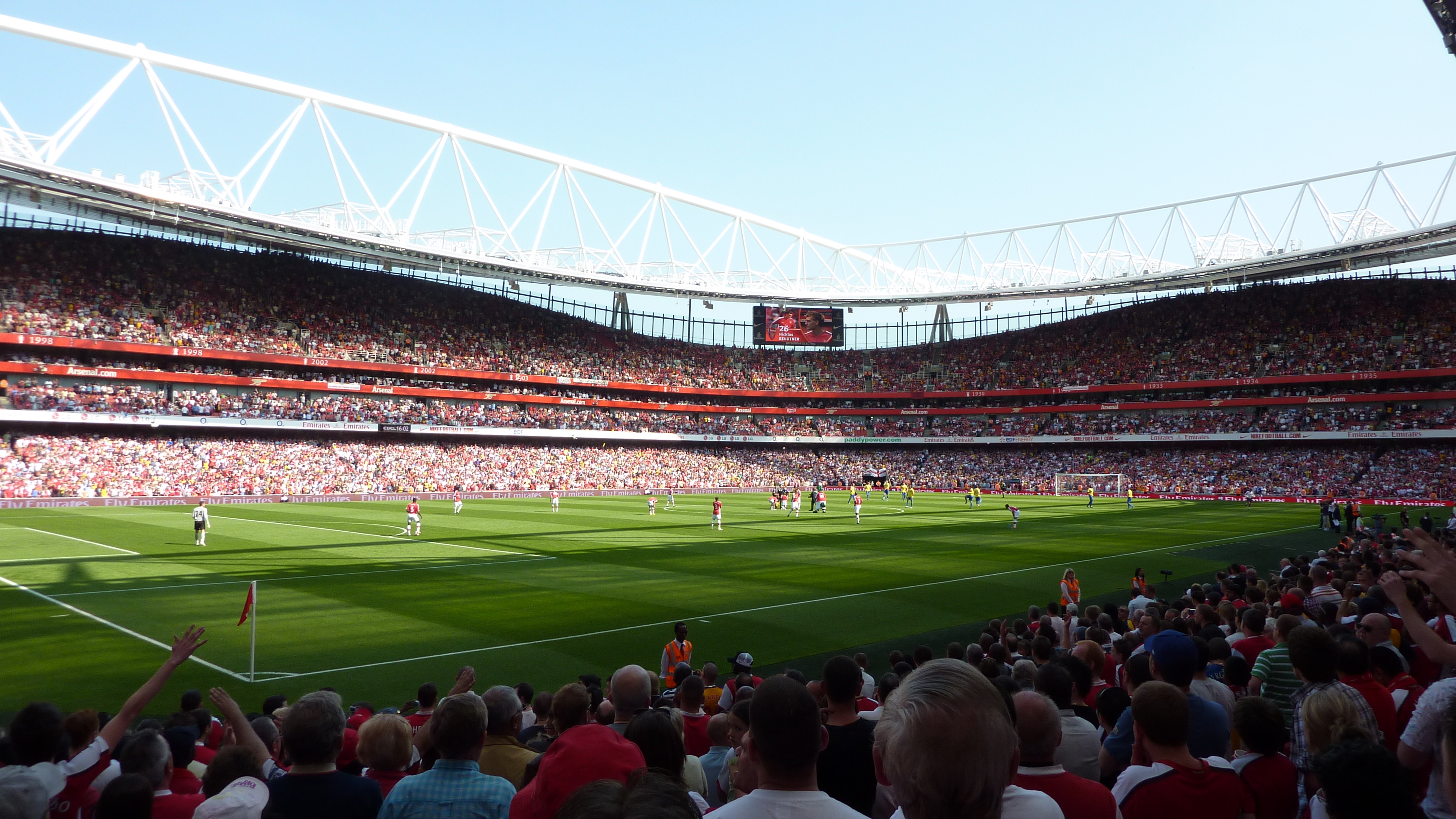
Nowy stadion Emirates Stadium

Rozwój Highbury został ograniczony, ponieważ wschodnia trybuna stała się zabytkiem, zaś trzy inne były blisko posiadłości mieszkalnych. Po rozważeniu wielu możliwości, w 2000 roku klub postanowił wybudować nowy stadion, Emirates Stadium, który miał mieścić się w Ashburton Grove, 500 metrów na północny wschód od Highbury. Pojemność nowego stadionu miała wynosić 60 355. Projekt budowy nowego obiektu został opóźniany przez biurokrację i rosnące z czasem koszty. W lipcu 2006 roku budowa została ostatecznie zakończona. Stadion został nazwany Emirates Stadium z powodu sponsora Arsenalu, linii lotniczych Emirates, z którymi umowę podpisano na rekordową w Premier League sumę 100 milionów funtów. Niektórzy kibice stadion określają jako Ashburton Grove lub Grove, ponieważ nie akceptują nazw obiektów, w których znajduje się nazwa sponsora. Obiekt będzie nosił nazwę Emirates Stadium do 2028 roku, zaś linie lotnicze będą sponsorem koszulek do końca sezonu 2023/2024.
Centrum treningowe Arsenalu znajduje się w Shenley w Hertfordshire i zostało otwarte w 2000 roku. Wcześniej klub trenował na obiekcie pobliskiego University College London, zaś do 1961 roku robił to na Highbury. Akademia swoje mecze rozgrywa w Shenley, zaś zespół rezerw gra na Underhill, stadionie klubu Barnet.

## Kibice i rywalizacje

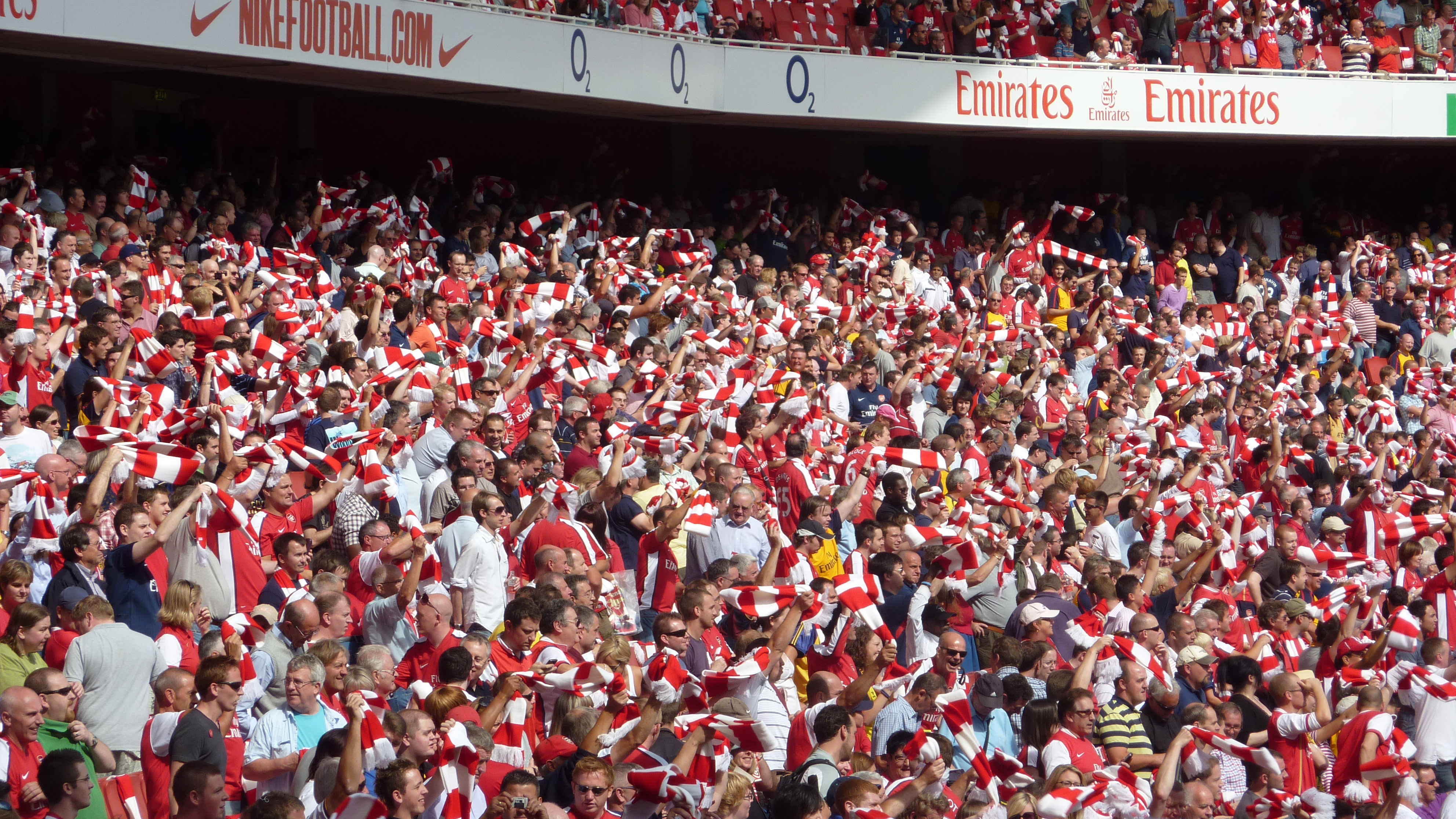
Kibice Arsenalu

Zagorzali kibice Arsenalu nazywają siebie The Gooners. To z jednej strony nawiązanie do przydomku zespołu –
The Gunners (ang. Kanonierzy), z drugiej zaś do angielskiego słowa goon oznaczającego wariata, świra itp. Arsenal ma wielu wiernych kibiców, którzy często przychodzą na mecze; w sezonie 2008/2009 klub zajął drugie miejsce w lidze pod względem średniej frekwencji na stadionie (wynosiła ona 60 109, ponad 99% pojemności stadionu). Siedziba klubu sąsiaduje z dwoma zamożnymi obszarami: Canonbury i Barnsbury oraz z Islington, Holloway, Highbury i London Borough of Camden. Poza tym w pobliżu znajdują się dzielnice robotnicze: Finsbury Park i Stoke Newington. Sprawia to, że kibice Arsenalu pochodzą z różnych grup społecznych. Według raportu z 2002 roku na mecze klubu przychodzi również największy odsetek ludzi rasy niebiałej w całej Anglii (7,7%).
Podobnie jak inne angielskie drużyny Arsenal posiada wiele fan clubów, między innymi Arsenal Football Supporters Club (blisko współpracujący z klubem) i Arsenal Independent Supporters’ Association (bardziej niezależny). Istnieje także Arsenal Supporters’ Trust, który promuje większe uczestnictwo kibiców we własności drużyny. Fan cluby publikują również fanziny, takie jak The Gooner, Highbury High, Gunflash i Up The Arse!. Pieśni kibiców klubu „One-Nil to the Arsenal” (na melodię Go West) oraz „Boring, Boring Arsenal” są używane przez kibiców przeciwnych zespołów, jednak śpiewane są także ironicznie przez fanów Arsenalu, kiedy zespół dobrze gra.
Wielu kibiców Arsenalu pochodzi spoza Londynu. W ostatnich czasach, wraz z pojawieniem się telewizji satelitarnej, przywiązanie kibiców do klubu stało się mniej zależne od miejsca zamieszkania. Z tego powodu Arsenal posiada wiele fan clubów na całym świecie; w 2007 roku oficjalnie istniały 24 w Wielkiej Brytanii, 37 irlandzkich oraz 49 z innych państw.
Najdłużej i najpoważniej Arsenal rywalizuje ze swoim lokalnym rywalem, Tottenhahem Hotspur, a mecze pomiędzy zespołami określane są jako derby północnego Londynu. Poza tym zespół konkuruje z innymi klubami z Londynu: Chelsea, Fulham i West Ham United. Od końca lat 80. Arsenal bardzo rywalizuje także z Manchesterem United. Rywalizacja naostrzyła się w ostatnich latach, kiedy to obydwa kluby walczyły o tytuł mistrza kraju. W przeprowadzonej w 2003 roku przez Football Fans Census ankiecie internauci za największego rywala Arsenalu uznali Manchester United, tuż przed Tottenhamem i Chelsea.
Oficjalną maskotką Arsenalu jest stworzony w 1993 roku Gunnersaurus Rex. Gunnersaurs po raz pierwszy pojawił się 14 sierpnia 1993 roku na przegranym 0-3 ligowym pojedynku z Coventry City.

## Własność i finanse klubu
| Zarząd klubu           | Zarząd klubu           | Zarząd klubu      |
| Funkcja                | Imię i nazwisko        | Kraj              |
| ---------------------- | ---------------------- | ----------------- |
| dyrektor               | Lord Harris of Peckham | Anglia            |
| dyrektor               | Stanley Kroenke        | Stany Zjednoczone |
| dyrektor               | Josh Kroenke           | Stany Zjednoczone |
| dyrektor niewykonawczy | Tim Lewis              | Anglia            |

Właścicielem Arsenalu jest publiczna spółka akcyjna, Arsenal Holdings plc nienotowana na London Stock Exchange, ale notowana na londyńskiej giełdzie alternatywnej PLUS Markets; obecnie największym udziałowcem klubu jest Stanley Kroenke, który posiada prawie 67% akcji. Zgodnie z raportem rocznym z maja 2009 liczba akcji spółki wynosiła 62 217. Według danych magazynu Forbes z kwietnia 2009 średnia, łączna, teoretyczna wartość akcji tej spółki wynosiła 605 milionów funtów. W roku budżetowym 2008/2009 spółka osiągnęła przychód w wysokości 313,3 miliona funtów, z czego 70,5 było przychodem operacyjnym, a pozostały pochodził z transferu zawodników. W tym samym okresie zysk netto (po opodatkowaniu) wyniósł 16,6 miliona funtów.
W kwietniu 2008 roku magazyn Forbes oszacował wartość klubu na 1,2 miliarda dolarów (605 milionów funtów) i umieścił Arsenal na trzecim miejscu w liście najbardziej wartościowych zespołów na świecie, zaraz po Manchesterze United i Realu Madryt.
Łącznie członkowie zarządu Arsenalu posiadają 45,2% akcji zespołu; najwięcej, bo 17 613 (28,3%; stan na maj 2009) ma amerykański potentant sportowy, Stanley Kroenke, który jest współwłaścicielem klubu od 2007 roku. Inni ze znaczącym udziałem w spółce to: Danny Fiszman (10 025 akcji; 16,1%) oraz były prezes Arsenalu Peter Hill-Wood (500 akcji; 0,8%), zaś reszta dyrektorów posiada niewielkie pakiety akcji. Była dyrektorka Nina Bracewell-Smith (żona wnuczka byłego prezesa Bracewella Smitha) posiada 9893 akcji, co stanowi 15,9% ich ogólnej liczby.

## Arsenal w popkulturze
Jako jeden z najbardziej utytułowanych zespołów w kraju, Arsenal często pojawia się w brytyjskich mediach. 22 stycznia 1927 ich mecz z Sheffield United był pierwszym spotkaniem w lidze angielskiej transmitowanym na żywo w radiu. Dekadę później, 16 września 1937 roku pierwszy zespół Arsenalu rozegrał towarzyski mecz z drużyną rezerw – było to pierwsze spotkanie piłkarskie, które transmitowano na żywo w telewizji. W pierwszej edycji programu BBC Match of the Day (22 sierpnia 1964 roku) pokazano mecz Arsenalu z Liverpoolem.
Klub pojawił się w jednym z najstarszych filmów związanych z piłką nożną, The Arsenal Stadium Mystery (1939). Intryga toczy się wokół zatrucia jednego z piłkarzy podczas meczu towarzyskiego pomiędzy Arsenalem a amatorskim zespołem. W filmie wystąpiło wielu zawodników drużyny. W 1992 roku Nick Hornby opublikował książkę Futbolowa gorączka, autobiografię napisaną z pozycji fanatycznego kibica Arsenalu. Między innymi dzięki niej, piłka nożna stała się popularniejsza w Wielkiej Brytanii w latach 90. XX wieku. Na podstawie książki nakręcono później dwa filmy: brytyjski, opierający się głównie na sezonie 1988/1989, w którym Arsenal został mistrzem kraju oraz amerykański o kibicu baseballowego zespołu Boston Red Sox.
Ze względu na swoją taktykę Arsenal w latach 70. i 80. był nazywany zespołem „nudnym” oraz „defensywnym”. Bywało to obiektem żartów niektórych komików, między innymi Erica Morecambe’a. Z kolei w jednej ze scen filmu Goło i wesoło aktorzy, chodząc po linii i podnosząc ręce, naśladują pułapkę offside’ową. Również film Plunkett i Macleane nawiązuje do defensywnego stylu gry zespołu. Pojawiły się tam dwie postacie o nazwiskach Dixon oraz Winterburn; takie same nosili byli obrońcy Arsenalu: Lee Dixon oraz Nigel Winterburn.

## Drużyna kobiet

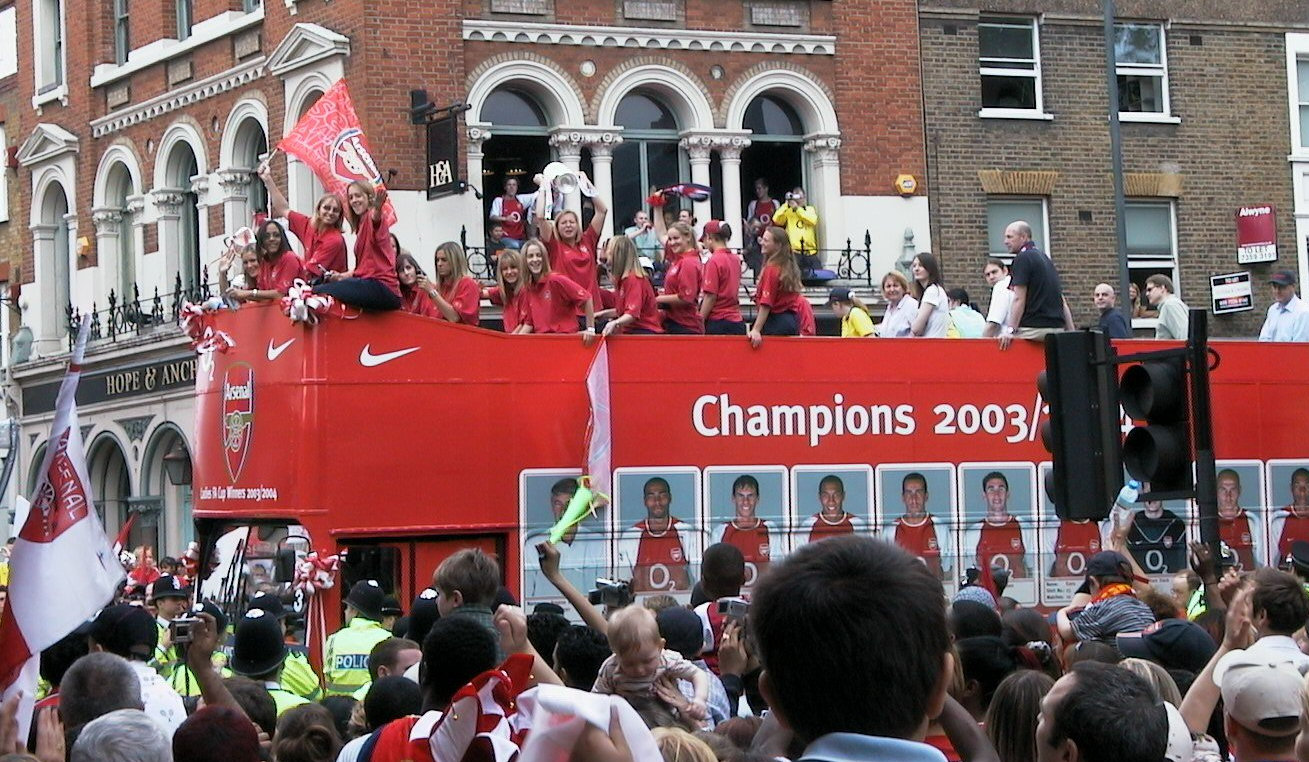
Parada kobiecej drużyny Arsenalu po zdobyciu mistrzostwa w sezonie 2003/2004

Kobiecy zespół Arsenalu powstał w 1987 roku, zaś w 2002 roku stał się półprofesjonalnym zespołem. Funkcję szkoleniowca drużyny pełni Vic Akers. Arsenal L.F.C. jest najbardziej utytułowanym żeńskim klubem w Anglii; obecnie jest mistrzem kraju oraz posiadaczem FA Women’s Cup i FA Women’s Premier League Cup; w sezonie 2006/2007 zawodniczki wygrały rozgrywki Ligi Mistrzów Kobiet i stały się pierwszym angielskim klubem, który tego dokonał. Zespół mężczyzn oraz kobiet są formalnie odrębnymi jednostkami, jednak są także ze sobą powiązane. Przez jeden sezon żeński zespół grał swoje mecze na Emirates Stadium, mimo iż zazwyczaj rozgrywał spotkania na stadionie klubu Boreham Wood.

## Statystyki i rekordy

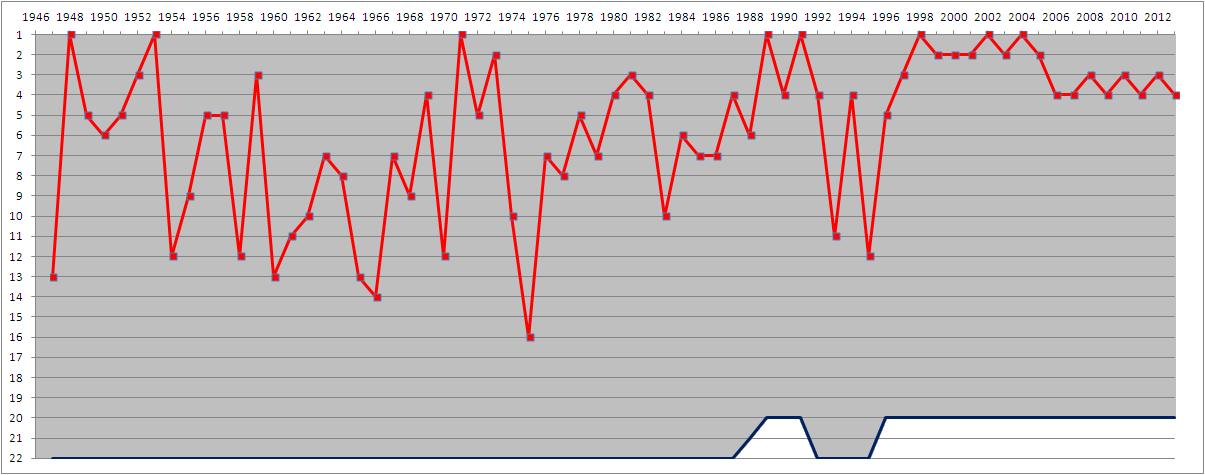
Pozycje zajmowane przez Arsenal w najwyższej klasie rozgrywek w Anglii

W latach 1975–1993 David O’Leary wystąpił 722 razy dla Arsenalu, co jest klubowym rekordem. Drugie miejsce w tej klasyfikacji zajmuje środkowy obrońca i były kapitan zespołu, Tony Adams, który wystąpił w 669 spotkaniach. Najwięcej występów dla Arsenalu na pozycji bramkarza ma David Seaman – 563.
Thierry Henry w latach 1999–2007 zdobył dla klubu 226 bramek we wszystkich rozgrywkach, w październiku 2005 roku wyprzedził on Iana Wrighta i stał się najlepszym strzelcem Arsenalu. Rekord Wrighta utrzymywał się od września 1997 roku, kiedy to wyprzedził w klasyfikacji Cliffa Bastina (178 goli). Francuz zdobył także dla klubu najwięcej bramek w lidze – 174 – do lutego 2006 roku rekord ten należał do Bastina.
25 listopada 1998 roku na spotkaniu Ligi Mistrzów z RC Lens, na stadionie Wembley zasiadło 73 707 widzów, co jest rekordem klubowym dla tych rozgrywek. Najwięcej kibiców na spotkaniu Arsenalu zasiadło 9 marca 1935 roku na spotkaniu z Sunderlandem. Na stadionie było wtedy obecnych 73 295 osób. Największa widownia na Emirates Stadium to natomiast 60 161 kibiców, którzy 3 listopada 2007 roku byli na meczu z Manchesterem United.
Arsenal ustanowił również inne rekordy. Najdłużej był niezwyciężony w lidze (od maja 2003 do października 2004 49 meczów bez przegranej). W mistrzowskim sezonie 2003/2004 nie przegrał w żadnym z 38 ligowych spotkań i stał się drugim klubem, który to uczynił (dokonał tego także Preston North End w sezonie 1888/1889, 22 mecze bez przegranej).
W sezonie 2005/2006 Arsenal przez dziesięć spotkań Ligi Mistrzów nie stracił bramki i pobił rekord należący wcześniej do A.C. Milan i wynoszący siedem meczów. Było to łącznie 995 minut, okres ten ostatecznie zakończył się bramką w 76. minucie finału z FC Barceloną Samuela Eto’o.

## Piłkarze

### Pierwszy zespół
Stan na 26 lipca 2025
| Nr | Poz. | Piłkarz                   |
| -- | ---- | ------------------------- |
| 1  | BR   | David Raya                |
| 2  | OB   | William Saliba            |
| 3  | OB   | Cristhian Mosquera        |
| 4  | OB   | Ben White                 |
| 6  | OB   | Gabriel Magalhães         |
| 7  | NA   | Bukayo Saka               |
| 8  | PO   | Martin Ødegaard (kapitan) |
| 9  | NA   | Gabriel Jesus             |
| 11 | NA   | Gabriel Martinelli        |
| 12 | OB   | Jurriën Timber            |
| 13 | BR   | Kepa Arrizabalaga         |
| 14 | NA   | Viktor Gyökeres           |
| 15 | OB   | Jakub Kiwior              |
| 16 | PO   | Christian Nørgaard        |

| Nr | Poz. | Piłkarz              |
| -- | ---- | -------------------- |
| 17 | OB   | Ołeksandr Zinczenko  |
| 19 | NA   | Leandro Trossard     |
| 20 | NA   | Noni Madueke         |
| 21 | PO   | Fábio Vieira         |
| 22 | PO   | Ethan Nwaneri        |
| 23 | PO   | Mikel Merino         |
| 24 | NA   | Reiss Nelson         |
| 28 | PO   | Albert Sambi Lokonga |
| 29 | PO   | Kai Havertz          |
| 31 | BR   | Karl Hein            |
| 33 | OB   | Riccardo Calafiori   |
| 36 | PO   | Martín Zubimendi     |
| 41 | PO   | Declan Rice          |
| 49 | OB   | Myles Lewis-Skelly   |

### Młodzież włączona do pierwszego zespołu
| Nr | Poz. | Piłkarz             |
| -- | ---- | ------------------- |
| 36 | BR   | Tommy Setford       |
| 39 | PO   | Harrison Dudziak    |
| 42 | NA   | Sebastian Ferdinand |
| 46 | NA   | Ismeal Kabia        |
| 47 | OB   | Maldini Kacurri     |
| 48 | NA   | Osman Kamara        |
| 51 | OB   | Josh Nichols        |
| 54 | BR   | Lucas Nygaard       |
| 62 | BR   | Alexéi Rojas        |
| 64 | NA   | Charles Sagoe Jr    |
| 70 | PO   | Bless Akolbire      |
| 72 | PO   | Dan Casey           |
| 74 | OB   | Brayden Clarke      |
| 75 | PO   | Louie Copley        |

| Nr | Poz. | Piłkarz               |
| -- | ---- | --------------------- |
| 77 | OB   | Cam’ron Ismail        |
| 79 | NA   | Daniel Oyetunde       |
| 81 | OB   | William Sweet         |
| 82 | NA   | Andre Harriman-Annous |
| 84 | OB   | Samuel Chapman        |
| 85 | PO   | Ife Ibrahim           |
| 86 | OB   | Theo Julienne         |
| 87 | PO   | Alex Marciniak        |
| 89 | OB   | Josh Ogunnaike        |
| 90 | PO   | Ceadach O'Neill       |
| 91 | OB   | Samuel Onyekachukwu   |
| 92 | BR   | Jack Porter           |
| 93 | BR   | Khari Ranson          |
| 94 | NA   | Louis Zecevic-John    |

### Piłkarze na wypożyczeniu
| Nr | Poz. | Piłkarz |
| -- | ---- | ------- |

## Trenerzy

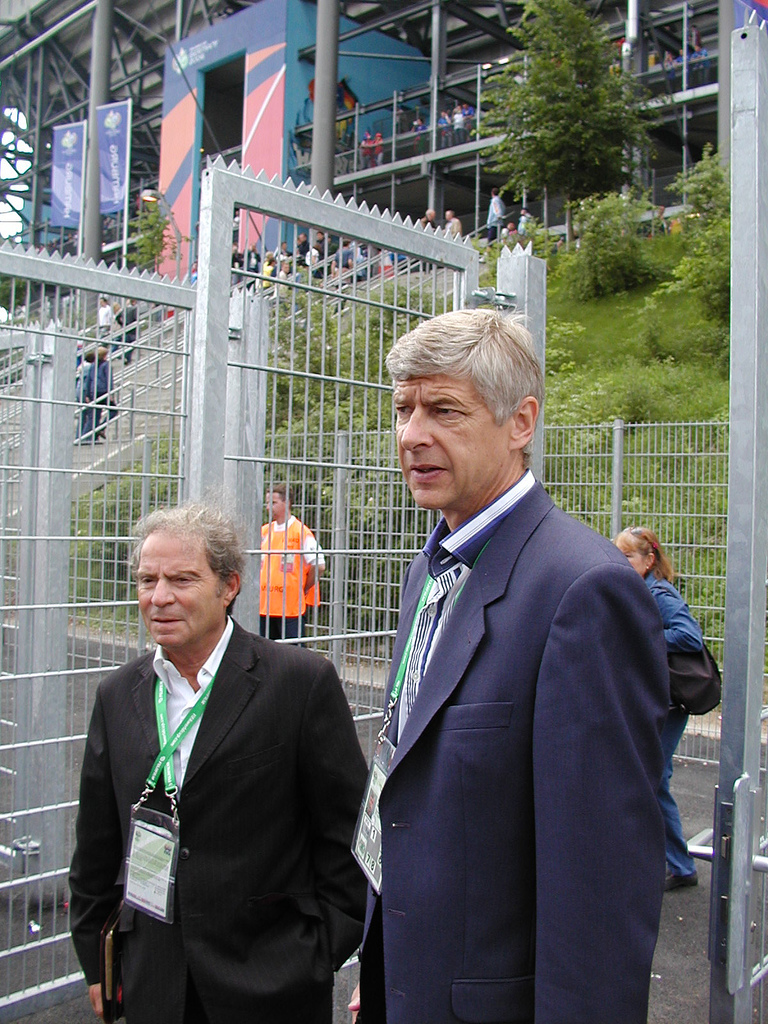
Arsène Wenger, trener Arsenalu w latach 1996–2018

W historii klubu od 1897 w Arsenalu pracowało 18 stałych i 5 tymczasowych menadżerów. Pierwszy tymczasowy menadżer (Stewart Houston) pełnił tę funkcję dwukrotnie. Najdłużej pracującym w klubie i w największej liczbie spotkań zespół prowadził były szkoleniowiec Arsène Wenger (1996–2018). Wenger, Unai Emery oraz Mikel Arteta są jedynymi menadżerami w historii pochodzący spoza Wielkiej Brytanii i Irlandii. Wenger jest także najbardziej skutecznym menadżerem i pod jego przywództwem zespół wygrał procentowo 57,36% spotkań, natomiast pod przewodnictwem Leslie Knightona zespół spisywał się najsłabiej (34,46% wygranych spotkań). Dwóch menadżerów zmarło w czasie swojej pracy dla klubu – Herbert Chapman i Tom Whittaker.

## Sztab szkoleniowy
Aktualne na dzień 9 lipca 2025.
| Funkcja                           | Imię i nazwisko    |
| --------------------------------- | ------------------ |
| Główny trener                     | Mikel Arteta       |
| Asystent głównego trenera         | Albert Stuivenberg |
| Asystent głównego trenera         | Nicolas Jover      |
| Asystent głównego trenera         | Miguel Molina      |
| Asystent głównego trenera         | Gabriel Heinze     |
| Trener bramkarzy                  | Iñaki Caña         |
| Szef akademii                     | Per Mertesacker    |
| Szef działu medycznego            | Zafar Iqbal        |
| Dyrektor sportowy                 | Andrea Berta       |
| Dyrektor zarządzający             | Richard Garlick    |
| Dyrektor handlowy                 | Juliet Slot        |
| Dyrektor finansowy                | Stuart Wisely      |
| Dyrektor ds. operacji piłkarskich | Stuart Wisely      |

## Akademia

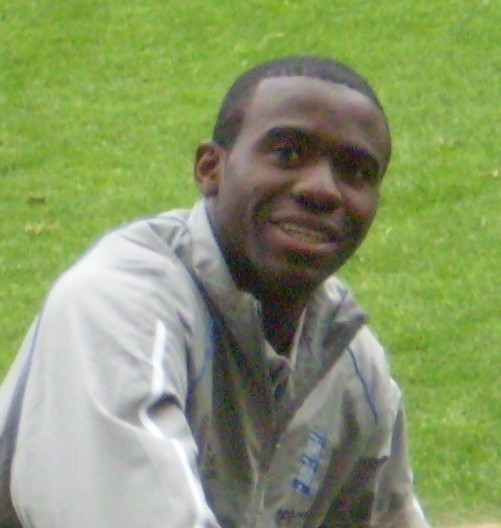
Fabrice Muamba – jeden z wychowanków piłkarskiej szkółki Arsenalu

Akademia Arsenalu została założona 1998 roku i była jedną z pierwszych w Anglii. Jej dyrektorem jest były gracz Arsenalu, Per Mertesacker. W akademii zapisani są chłopcy od lat 9 do 21. Wielu wychowanków szkółki gra później w pierwszym zespole, już pod okiem trenera pierwszego składu.
Najstarsza rocznikiem drużyna, Arsenal U-21, której szkoleniowcem jest były Kanonier Steve Gatting. Zespół ćwiczy w centrum treningowym, z którego korzysta też pierwsza drużyna. Natomiast młodsze roczniki, od U-18 do U-9 trenują w innym centrum pod przewodnictwem Fransa de Kata, Jana van Loona, Luke’a Hobbsa, Ryana Garry’ego oraz Steve’a Leonarda.
Młodzi zawodnicy regularnie ogrywają się w krajowych rozgrywkach pucharowych, takich jak Puchar Ligi.

## Sukcesy

### Trofea międzynarodowe
| \| \| Zdobyte trofea w rozgrywkach międzynarodowych (stan na: 12 września 2020) \| |                                                                           |      |            |
| Rozgrywki                                                                          | Osiągnięcie                                                               | Razy | Sezon(y)   |
| · Liga Mistrzów · (Puchar Europy)                                                  | zdobywca                                                                  | 0    |            |
| · Liga Mistrzów · (Puchar Europy)                                                  | finalista                                                                 | 1    | 2006       |
| · Liga Europy · (Puchar UEFA)                                                      | zdobywca                                                                  | 0    |            |
| · Liga Europy · (Puchar UEFA)                                                      | finalista                                                                 | 2    | 2000, 2019 |
| · Puchar Zdobywców                                                                 | zdobywca                                                                  | 1    | 1994       |
| · Puchar Zdobywców                                                                 | finalista                                                                 | 2    | 1980, 1995 |
| · Superpuchar UEFA                                                                 | zdobywca                                                                  | 0    |            |
| · Superpuchar UEFA                                                                 | finalista                                                                 | 1    | 1994       |
| · Puchar Intertoto                                                                 | zdobywca                                                                  | 0    |            |
| · Puchar Intertoto                                                                 | finalista                                                                 | 0    |            |
| · Puchar Miast Targowych                                                           | zdobywca                                                                  | 1    | 1970       |
| · Puchar Miast Targowych                                                           | finalista                                                                 | 0    |            |
| FIFA                                                                               | Zdobyte trofea w rozgrywkach międzynarodowych (stan na: 12 września 2020) |      |            |

### Trofea krajowe
| \| \| Zdobyte trofea w rozgrywkach Anglii (stan na: 19 maja 2024) \| |                                                             |             | |
| Rozgrywki                                                            | Osiągnięcie                                                 | Razy        | Sezon(y)                                                                                               |
| · Mistrzostwo                                                        | I miejsce                                                   | 13          | 1931*, 1933*, 1934*, 1935*, 1938*, 1948*, 1953*, 1971*, 1989*, 1991*, 1998, 2002, 2004                 |
| · Mistrzostwo                                                        | II miejsce                                                  | 12          | 1926, 1932, 1973, 1999, 2000, 2001, 2003, 2005, 2016, 2023, 2024, 2025                                 |
| · Mistrzostwo                                                        | III miejsce                                                 | 9           | 1937, 1952, 1959, 1981, 1997, 2008, 2010, 2012, 2015                                                   |
| · Puchar                                                             | zdobywca                                                    | 14 (rekord) | 1930, 1936, 1950, 1971, 1979, 1993, 1998, 2002, 2003, 2005, 2014, 2015, 2017, 2020                     |
| · Puchar                                                             | finalista                                                   | 7           | 1927, 1932, 1952, 1972, 1978, 1980, 2001                                                               |
| · Superpuchar                                                        | zdobywca                                                    | 17          | 1930, 1931, 1933, 1934, 1938, 1948, 1953, 1991**, 1998, 1999, 2002, 2004, 2014, 2015, 2017, 2020, 2023 |
| · Superpuchar                                                        | finalista                                                   | 7           | 1935, 1936, 1979, 1989, 1993, 2003, 2005                                                               |
| · Puchar Ligi                                                        | zdobywca                                                    | 2           | 1987, 1993                                                                                             |
| · Puchar Ligi                                                        | finalista                                                   | 6           | 1968, 1969, 1988, 2007, 2011, 2018                                                                     |
| · II liga                                                            | I miejsce                                                   | 0           | |
| · II liga                                                            | II miejsce                                                  | 1           | 1904                                                                                                   |
| · II liga                                                            | III miejsce                                                 |             | |
| Anglia                                                               | Zdobyte trofea w rozgrywkach Anglii (stan na: 19 maja 2024) |             | |

Arsenal zdobył 13 mistrzostw kraju i pod tym względem zajmuje trzecie miejsce – po Manchesterze United i Liverpoolu. Czternastokrotne wygrywał także rozgrywki Pucharu Anglii, co lokuje go na pierwszym miejscu. Poza tym Arsenal trzykrotnie zdobył dublet (w 1971, 1998 i 2002 roku) i jest pod tym względem rekordzistą, również z Manchesterem United. Jest także pierwszym angielskim klubem, który zdobył Puchar Anglii i Puchar Ligi w tym samym sezonie – dokonał tego w 1993 roku. Arsenal jest pierwszą drużyną z Londynu, która dotarła do finału Ligi Mistrzów.
Średnia pozycja zajmowana przez klub w lidze to 8,5 – pod tym względem Arsenal jest rekordzistą. Poza tym jest to jedna z sześciu drużyn, która zdobyła Puchar Anglii dwa razy z rzędu (w 2002 i 2003 roku).

## Indywidualne sukcesy piłkarzy

### Mistrzowie świata
| - George Eastham – 1966 Anglia - Emmanuel Petit – 1998 Francja - Patrick Vieira – 1998 Francja - Cesc Fàbregas – 2010 RPA | - Per Mertesacker – 2014 Brazylia - Mesut Özil – 2014 Brazylia - Lukas Podolski – 2014 Brazylia |

### Mistrzowie Europy
| - Thierry Henry – 2000 Belgia/Holandia - Emmanuel Petit – 2000 Belgia/Holandia - Patrick Vieira – 2000 Belgia/Holandia | - Cesc Fàbregas – 2008 Austria/Szwajcaria - David Raya – 2024 Niemcy |

### Mistrzowie Afryki
- Lauren – 2002 Mali[130]

### Mistrzowie Ameryki Południowej
| - Edu – 2004 Peru - Gilberto Silva – 2007 Wenezuela | - Alexis Sánchez – 2015 Chile - Alexis Sánchez – 2016 Stany Zjednoczone |

### Piłkarze z listyFIFA 100
W nawiasach kariera w Arsenalu. Na podstawie BBC Sport
| - Dennis Bergkamp (1995–2006) - Thierry Henry (1999–2007) - Robert Pirès (2000–2006) | - Davor Šuker (1999–2000) - Patrick Vieira (1996–2005) |

### Królowie strzelców ligi
Dotyczy Premier League (od 1992/93) i Football League First Division (1892–1992). Na podstawie RSSSF
| - Ted Drake – 1934/35, 42 bramki - Ronnie Rooke – 1947/48, 33 bramki - Malcolm Macdonald – 1976/77, 25 bramek - Alan Smith – 1988/89, 23 bramki - Alan Smith – 1990/91, 22 bramki - Ian Wright – 1991/92, 29 bramek | - Thierry Henry – 2001/02, 24 bramki - Thierry Henry – 2003/04, 30 bramek - Thierry Henry – 2004/05, 25 bramek - Thierry Henry – 2005/06, 27 bramek - Robin van Persie – 2011/12, 30 bramek - Pierre-Emerick Aubameyang – 2018/19, 22 bramki |

### LaureaciZłotego Buta
Na podstawie RSSSF
| - Thierry Henry – 2003/04, 30 bramek, 60 pkt. | - Thierry Henry – 2004/05, 25 bramek. 50 pkt. |